# 西恩·貝爾迪
西恩·貝爾迪（Sean Lance Berdy，1993年6月3日—）是美國的一位演員。他最近出演電視劇錯位青春。2011年，他獲得青少年選擇獎提名。